# Ano letivo
Ano letivo, ou ano acadêmico(português brasileiro)/académico (português europeu), refere-se ao período do ano no qual são desenvolvidas as atividades escolares efetivas.

## No Brasil
No Brasil, o ano letivo da educação básica tem a duração mínima de 200 dias, normalmente distribuídos nos meses de fevereiro a dezembro, com férias escolares em julho e janeiro. No entanto, o ano letivo não precisa necessariamente iniciar e terminar no mesmo ano civil. Podendo assim, completar os 200 dias letivos no ano civil subsequente. O ano letivo terá carga horária mínima de oitocentas (800) horas distribuídas em duzentos dias na educação básica (art. 24 da LDB)

## Em Portugal
Em Portugal, o ano letivo do ensino básico tem a duração mínima de 180 dias efectivos de actividades escolares, distribuídos por três períodos, entre setembro e junho, com dois períodos de férias escolares entre eles, coincidindo as primeiras férias com a época do Natal e Ano-novo e as outras com a época da Páscoa.